# 피우덴니 다리

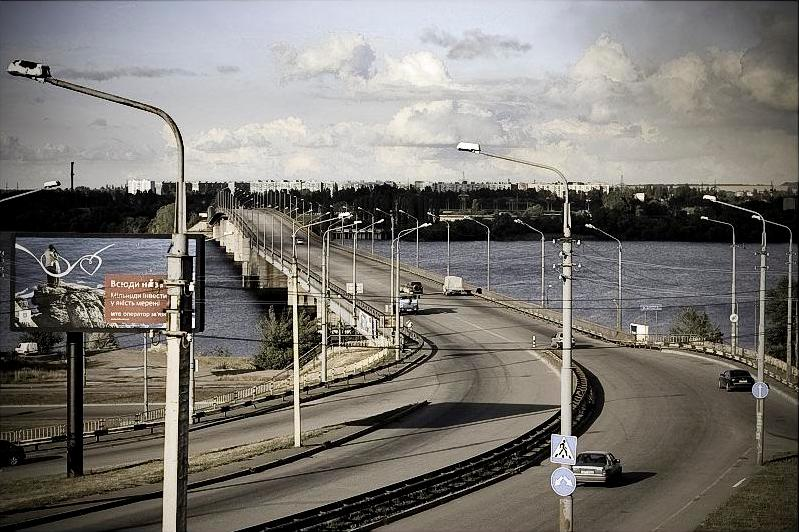
피우덴니 다리

피우덴니 다리(우크라이나어: Південний міст)는 우크라이나 드니프로에 위치한 드네프르강(드니프로강)을 가로지르는 자동차 전용 다리로 전체 길이는 1,248m, 너비는 22m이다. 사마르스키구에 위치한 프리드니프로우스크 지구와 소보르니구에 위치한 페레모하 지구를 연결한다.
1982년부터 1993년까지, 1998년부터 2000년까지 단계적으로 공사가 진행되었으며 2000년 12월에 개통되었다. 교통 노선을 수송된 화물을 드니프로 도심으로 하역하기 위해 설계된 우회 도로의 일부분을 형성한다.